# Zig-zague
Albums de Les Négresses vertes
Famille nombreuse (album) Trabendo

Zig-zague est un album des Négresses vertes sorti en 1994.
Il fut dédié à Helno, décédé en 1993.
La pochette rappelle celle de l'album Vive le Douanier Rousseau de La Compagnie créole.

## Liste des morceaux
1. Fanfaron
2. Tous des ouvriers
3. Après la pluie
4. La Main verte
5. Mambo show
6. Comme toujours
7. À quoi bon
8. Enfer et Paradis
9. Bourré d'allégresse
10. Tango sous la Lune
11. Le Poète
12. Ivresse
13. Footballeur du dimanche
14. Tu m'as saoûlé